# 補聴器専門店
補聴器専門店（ほちょうきせんもんてん）とは、補聴器のみを専門で取り扱う小売店である。

## 概要
補聴器を専門に取り扱う小売店の中で最も利用されている。補聴器以外にも聴覚障害者用屋内信号装置をはじめとする火災警報器や目覚まし時計、電話音量増幅器などの日常生活用具を多数、取り扱っている。
聴覚障害を煩う高齢者や先天性の聴覚障害者に対しては、補聴器の購入時や定期点検の際などにおいて、「認定補聴器技能者」という専門資格を持つ店員が対応することになる。

## 関係項目
- 認定補聴器技能者